# Wu Ashun
Wu Ashun (nascido em 22 de junho de 1985) é um jogador chinês de golfe profissional que atualmente joga nos torneios do Circuito Japonês de Golfe.
No golfe dos Jogos Olímpicos de Verão de 2016, realizados no Rio de Janeiro, Brasil, terminou sua participação na competição de jogo por tacadas individual masculino na trigésima posição, com 283 tacadas (74-71-70-68), um abaixo do par, representando China.

## Vitórias profissionais (4)

### Vitórias no European Tour (2)
| N.º | Data                | Torneio          | Pontuação vencedora   | Margem de vitória | Vice-campeão   |
| --- | ------------------- | ---------------- | --------------------- | ----------------- | -------------- |
| 1   | 26 de abril de 2015 | Volvo China Open | −9 (73-66-69-71=279)  | 1 tacada          | David Howell   |
| 2   | 12 de junho de 2016 | Lyoness Open     | −13 (69-72-65-69=275) | 1 tacada          | Adrián Otaegui |

### Vitórias no Circuito Japonês de Golfe (2)
| N.º | Data                   | Torneio                          | Pontuação vencedora   | Margem de vitória | Vice-campeão   |
| --- | ---------------------- | -------------------------------- | --------------------- | ----------------- | -------------- |
| 1   | 9 de setembro de 2012  | Toshin Golf Tournament in Ryosen | −18 (65-66-67=198)    | Playoff           | Yuta Ikeda     |
| 2   | 10 de novembro de 2013 | Heiwa PGM Championship           | −11 (67-66-65-75=273) | 1 tacada          | Kim Hyung-sung |